# 노스다코타 대학교
노스다코타 대학교(University of North Dakota)는 미국 노스다코타주 그랜드포크스에 위치한 공립 대학교이다. 노스다코타주가 주로써 인정받기도 전인 1883년 그랜드 폭스 출신 언론인 조지 월시가 개교하였으며, 1884년 9월에 첫 수업을 시작했다. 현재 노스다코타주에서 가장 역사가 길고 규모가 제일 큰 학교이다. 노스다코타 대학에는 220여 학과가 개설되어 있는데, 특히 항공학과인 John D. Odegard School of Aerospace Sciences는 가장 많이 알려져 있다. 노스다코타 대학교의 항공학과는 무인항공학시스템 학과를 최초로 개설하였다. 또한 노스다코타주에서 유일하게 의과대학이 있는 학교이다. 현재 15,250명의 학생이 재학 중이다.